# マルグリット・ダルトワ
マルグリット・ダルトワ（フランス語： Marguerite d'Artois, 1285年 - 1311年）は、フィリップ・ダルトワとブランシュ・ド・ブルターニュの間の長子。エヴルー伯ルイの妃。

## 結婚
マルグリットはパリのオテル・デヴルーにおいて、フランス王フィリップ3世とその2番目の妃マリー・ド・ブラバンの間の息子エヴルー伯ルイと結婚した。5人の子女をもうけた。
- マリー（1303年 - 1335年） - ブラバント公ジャン3世と結婚
- シャルル（1305年 - 1336年） - エタンプ伯
- フィリップ（1306年 - 1343年） - エヴルー伯、ナバラ女王フアナ2世と結婚し、ナバラ王（フェリペ3世）となる。
- マルグリット（1307年 - 1350年） - オーヴェルニュ伯ギヨーム12世と結婚、フランス王ジャン2世の王妃ジャンヌの母
- ジャンヌ（1310年 - 1371年） - フランス王シャルル4世と結婚

マルグリットはパリで25歳か26歳で死去し、パリのサン＝ジャック通りのジャコバン修道院（現存しない）に夫や5人の子供達とともに埋葬された。